# Pistols for Breakfast
Pistols for Breakfast er en amerikansk stumfilm fra 1919 af Alfred J. Goulding.

## Medvirkende
- Harold Lloyd
- Snub Pollard
- Bebe Daniels
- Sammy Brooks
- Billy Fay